# Taggart Desmet
Taggart Desmet (* 29. Mai 1982 in Strathmore, Alberta) ist ein ehemaliger kanadischer Eishockeyspieler.

## Karriere
Taggart Desmet begann seine Karriere als Eishockeyspieler 2000 bei den Calgary Hitmen in der Western Hockey League. Vor der Saison 2003/04 wechselte er zur Eishockeymannschaft der Michigan Tech Universität in die NCAA, für die er insgesamt drei Jahre stürmte. In der Saison 2005/06 bestritt er zudem zwölf Spiele für die Victoria Salmon Kings aus der ECHL. Im Sommer 2006 schaffte er endgültig den Sprung in die ECHL und unterschrieb dort bei den Idaho Steelheads, wo er zwei Jahre verweilte.
Vor der Saison 2008/09 unterschrieb er einen Vertrag bei den Tilburg Trappers aus der ersten niederländischen Liga. In der Saison 2008/09 wurde Desmet Topscorer der niederländischen Meisterschaft. Im Jahre 2009 unterzeichnete er einen Vertrag beim italienischen Erstligisten HC Pustertal. Zusammen mit Rob Sirianni und Max Oberrauch bildete er eine der besten Angriffsreihen der Serie A1, die viele Tore erzielte. Im Sommer 2010 verlängerte er seinen Vertrag in Bruneck. Im Juli 2011 wechselte er zusammen mit seinem kongenialen Sturmpartner Rob Sirianni zum Ligakonkurrenten HC Valpellice. Für die Saison 2012/13 wurde Desmet vom italienischen Zweitligisten HC Meran Junior verpflichtet.
Nach einem kurzen Engagement bei Rapid City Rush mit Spielbetrieb in der Central Hockey League kehrte der Kanadier zur Saison 2013/14 nach Meran zurück. Seine Karriere ließ er bei den Bentley Generals in der Chinook Hockey League ausklingen.

## Erfolge und Auszeichnungen
- 2007 Kelly-Cup-Gewinn mit den Idaho Steelheads
- 2008/09 Topscorer (136 Punkte) und meiste Assists (83) der Eredivisie
- 2011 Sieger Coppa Italia mit dem HC Pustertal
- 2011 Vizemeister der Serie A1 mit dem HC Pustertal